# Vên
Vên är det schweiziska folk metal-bandet Eluveities debut-EP, utgiven 18 oktober 2003. Den återutgavs 2004, efter att bandet fått kontrakt med Fear Dark Records.

## Låtlista
1. "D'vêritû Agâge D'bitû" - 2:29
2. "Uis Elveti" - 4:12
3. "Ôrô" - 2:50
4. "Lament" - 3:33
5. "Druid" - 6:18
6. "Jêzaïg" - 4:45